# Apolysis humilis
Apolysis humilis är en tvåvingeart som beskrevs av Friedrich Hermann Loew 1860. Apolysis humilis ingår i släktet Apolysis och familjen svävflugor. Inga underarter finns listade i Catalogue of Life.